# Catalysis Letters
Catalysis Letters (ook Topics in catalysis) is een internationaal, aan collegiale toetsing onderworpen wetenschappelijk tijdschrift over katalysatoren.
De naam wordt in literatuurverwijzingen meestal afgekort tot Catal. Lett.
Het wordt uitgegeven door Springer Science+Business Media en verschijnt maandelijks.
Het tijdschrift is opgericht in 1988 en werd destijds uitgegeven door de in Bazel gevestigde uitgeverij J.C. Baltzer.